# Momordica kirkii
Momordica kirkii là một loài thực vật có hoa trong họ Cucurbitaceae. Loài này được C. Jeffrey mô tả khoa học đầu tiên năm 1962.